# Taniec śmierci w kościele Bernardynów w Krakowie
Taniec śmierci – barokowy obraz łączący tematykę rodzajową i religijną dotyczący kruchości i przemijania ludzkiego życia, adresowany do wszystkich stanów społecznych. Namalowany w ostatniej ćwierci XVII stulecia, przez nieznanego artystę. W starszej literaturze dzieło to przypisywano Franciszkowi Lekszyckiemu,  malarzowi działającego dla małopolskich bernardynów. „Taniec śmierci” znajduje się w kaplicy Świętej Anny usytuowanej za południowym ramieniem transeptu kościoła Bernardynów na Stradomiu w Krakowie. Cenny przykład krakowskiego malarstwa barokowego i kultury staropolskiej. Jedno z najstarszych przedstawień w Małopolsce o tematyce wanitatywnej.

## Wygląd
Mierzący 252 × 210 cm obraz jest namalowany techniką olejną na płótnie. Składa się z centralnego przedstawienia oraz czternastu mniejszych, owalnych obrazków-medalionów, które tworzą rodzaj bordiury. Każde z przedstawień jest opatrzone krótkim, czterowersowym wierszem. 
Główne przedstawienie ukazuje tytułowy taniec. Pochodzącym z różnych stanów społecznych kobietom (począwszy od wieśniaczki, po królową) towarzyszą kościotrupy w ruchach przypominających taniec. Pląsające kobiety i kościotrupy ustawieni są naprzemianlegle i tworzą zamknięty krąg. U dołu, pośrodku ukazani są muzykujący na skrzypcach i klawikordzie dwaj mężczyźni, każdemu towarzyszy szkielet, trzymający kartkę z zapisem nutowym. Po bokach zaś niewielkie przedstawienia Adama i Ewy kuszonych przez węża i diabelska paszcza, wewnątrz jej postaci płoną w piekielnym żarze. U góry ukazany jest rozległy krajobraz, przy lewym narożniku przedstawienie Grupy Ukrzyżowania – konającego na krzyżu Chrystusa oraz u stóp Maria i święty Jan Ewangelista. Pochmurne niebo tworzące dopełnienie głównej części obrazu rozjaśnia poświata, z której wyłania się Bóg Ojciec. Na górze widnieje czterowiersz o następującej treści:

Rożnych Stanów piękne grono

Gęstą Śmiercią przepleciono 

Żyjąc wszystko tańcujemy

A że obok Śmierć nie wiemy.
Na owalnych medalionach ukazane są rozmaite sceny rodzajowe, których wspólnym motywem jest para tańczącego mężczyzny z kościotrupem. Podobnie jak w głównej części obrazu postaciom przypisano rozmaite stany społeczne. W środku obramowania, u góry widzimy klepsydrę i zegar stojące na czaszce, u dołu misę, kropidło oraz czaszkę i płonącą lampę.
Kolejność medalionów i wierszy jest następująca:
Papież: 

Trzem Koronom nie Wybaczysz

w Taniec z sobą prosić raczysz

Muszę z tobą choć nie mile

Zażyć takie Krotofile.
Cesarz: 

y łaź to nie zwyciężony

S tobą mam być zjednoczony

Wszystka moc Cesarska moja 

Schnie gdy się tknie ręka twoja.
Król: 

Dałbym Berło y z Korono 

By mię s tańca Uwolniona

O? nader przykre niestety

Ktore smierc skacze Ballety.
Kardynał: 

Kardynalskie Kapelusze

Choćbym nie chciał rzucać muszę

Strasznysz to skok gdzie muzyka

Ze umrzeć trzeba wykrzyka.
Biskup: 

Postradałeś Pastorała

Gdyc Smierc w Taniec iść kazała

Infulac nic nie pomoże

Musisz skoczyć W grób niebożę.
Zakonnicy: 

Wszak Kanony Zakazuią

niechay Xięża nie tancuią

A wyscie Święci Kapłani

gwałtem w ten Taniec Zabrani.
Książę: 

Nie bądź chacias Xiąże hardy

 Z smierciąc te skaczesz Galardy

Bo wnet Iasnie Oświecony

Tytuł twoy będzie Zaćmiony.
Senator: 

Darmo się wSpierasz pod boki

Gdy w te z Smiercią idziesz skoki

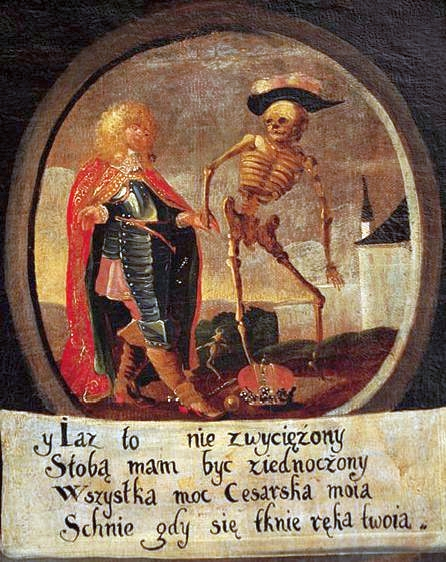
Cesarz

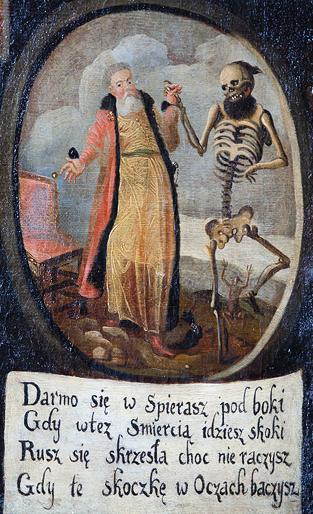
Magnat

Rusz się s krzesła choć nie raczysz

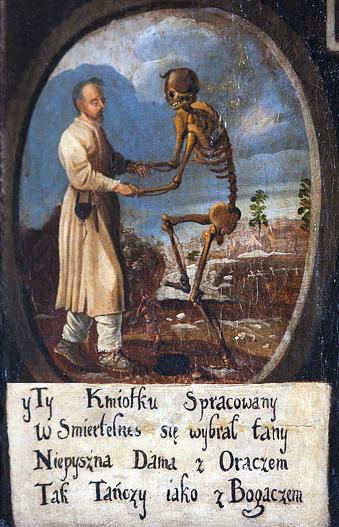
Chłop

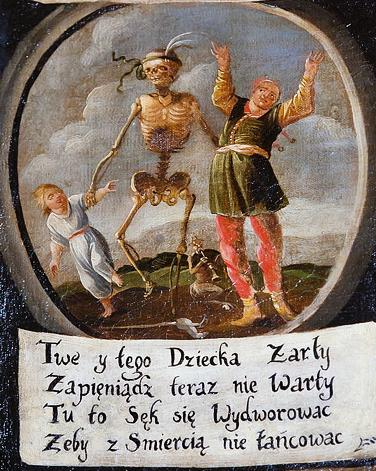
Dziecko i błazen

Gdy te skoczkę w Oczach baczysz.
Szlachcic: 

lako się twe Suche Kości

Targnęły na me Wolności

Nie pozwalam w taniec z tobą

Ty mię przecie ciągniesz z Sobą.
Mieszczanin: 

Proś mię raczey O bławaty

Bo cię widzę żeś bez Sźaty

Nagaś a mnie Odzianego

 Prowadzisz do Tańca swego.
Chłop: 

y Ty Kmiotku Spracowany

W Smiertelnes się wybrał tany

Niepyszna Dama z Oraczem

Tak Tańczy iako z Bogaczem.
Żołnierz i żebrak: 

Czemuż to Werdo nie pytasz

Kiedy się z tą Damą witasz

Na obu was dekret srogi

Zoldat Umrze y Ubogi.
Innowiercy: 

Sprośni Turcy Brzydcy Żydzi

lak się wami Śmierć nie hydzi

Na Żydowskie nie dba Smrody

Z dzikiemi skacze Narody.
Błazen i dziecko: 

Twe y tego Dziecka Żarty

Za pieniądz teraz nie Warty

Tu to Sęk się Wydworowac

Żeby z Smiercią nie tańcować.
Zakończenie stanowi wiersz: 

Szczęśliwy kto z tego Tańcu

Odpocznie w Niebieskim Szańcu.

Nieszczęsny kto z tego Koła

W piekło wpadszy biada woła.

## Analiza
Reformacja i kontrreformacja w sposób znaczący zarysowały podziały religijne w Europie, a co za tym ukształtowały się odmienne nurty w kulturze i w sztuce. Niemniej problematyka siły ludzkiej duszy, przemijalność, ulotność i kruchość ziemskiego życia, śmierć i jej konsekwencje objęły sztukę zarówno w krajach katolickich i protestanckich. O ile w krajach protestanckich, głównie w Niderlandach wątek wanitatywny przejawiał się w niektórych martwych naturach i pejzażach, w krajach katolickich częstokroć sięgano do tradycji średniowiecznego Dance Macabre, gdzie obrazowano częstokroć razem osoby z rozmaitych stanów z powyginanymi kościotrupami. W sztuce baroku przedstawienia o tematyce wanitatywnej dodawano symbole związane ze śmiercią m.in. czaszki, skrzyżowane kości, klepsydry, gaszące płomienie świecy, bańki mydlane etc. Głównym celem takich przedstawień było uświadomienie człowiekowi o niespodziewanej śmierci, Bożym sądzie oraz niebie lub piekle. Stąd też wyłania się przesłanie  moralizatorskim znaczeniu; niezależnie od społecznego statusu, człowiek pragnący wiecznego życia w raju powinien żyć zawsze wolny od doczesnych pokus i grzechów.    
Historycy sztuki zgodnie datują krakowskie dzieło na czwartą ćwierć XVII wieku. Według niektórych badaczy, jednym ze źródeł inspiracji miał być miedzioryt autorstwa Paula Fürsta z lat ok. 1635–1666. Nie wiadomo, kto namalował krakowski obraz, mimo to w literaturze (głównie starszej) przypisywano dzieło Franciszkowi Lekszyckiemu, małopolskiemu artyście, który malował obrazy na zlecenie bernardynów z Krakowa i Kalwarii Zebrzydowskiej. W przypadku postaci, doszukiwano się tu żyjących możnych XVII wieku związanych z elitą władzy Rzeczypospolitej i Europy. Cesarzem mógł być zatem Ferdynand III Habsburg (rządzący w latach 1637–1657), królem – Jan II Kazimierz Waza (1648–1668) lub  Michał Korybut Wiśniowiecki (1669–1673), kardynałem – Jan Albert Waza (pontyfikat w latach 1612–1634), bądź Michał Stefan Radziejowski (pontyfikat w latach 1686–1687), biskupem Andrzej Lipski, hetmanem – Stanisław Koniecpolski (hetman polny koronny od 1618, hetman wielki koronny od 1632, zm. 1646), szlachcicem – Władysław Wiktoryn Siciński.